# SpywareGuard
SpywareGuard est un logiciel anti-espion (anti-spyware) développé pour le système d'exploitation Windows par l'éditeur de logiciels Javacool Software LLC,,,, fondé en 2002, devenu BrightFort LLC et basé à Pittsburgh aux États-Unis.

## Description
Le logiciel permet d'empêcher l'installation de logiciels espions.
SpywareGuard est un anti-spyware résident qui offre une protection en temps réel (real time protection).
Léger et compatible, il  tourne sans problème à côté d'un anti-virus.
Il a remplacé le logiciel Browser Hijack Blaster et est un complément au gratuiciel SpywareBlaster, un « vaccinateur » anti-spyware publié par le même éditeur.
SpywareGuard tourne sous Windows 98, ME, NT, 2000, XP et 7. Il n'a pas été testé au-delà de Windows XP par l'éditeur (qui l'indique comme temporairement indisponible et recommande, en lieu et place, l'utilisation de SpywareBlaster) mais il s'installe et fonctionne sous Windows 7.

## Type de licence
SpywareGuard est un gratuiciel (freeware) : il est gratuit pour des usages non-commerciaux.

## Fonctionnalités
- Moteur d'analyse en temps réel (real-time scanning engine) : il scanne les fichiers EXE et CAB[4] avant qu'ils ne soient ouverts et exécutés et bloque tout accès à un fichier si un logiciel espion y est détecté ; ce scan repose, d'un côté, sur une base de signatures (signature-based scanning) pour les espiogiciels connus et, de l'autre, sur l'analyse heuristique pour les spywares apparus récemment ;
- Download Protection : il empêche les logiciels espions d'être téléchargés en Internet Explorer ;
- Protection en temps réel du navigateur Web Explorer (Browser hijacking protection[5]) : protection de la page d'accueil, protection du moteur de recherche par défaut, protection contre l'installation de BHO (Browser Helper Object, sortes de barres d'outils invisibles); pas de protection pour Firefox, Google Chrome, Safari...